# 拉伯佐勒
拉伯佐勒（法語：La Bezole，法語發音：[la bəzɔl] ⓘ）是法国奥德省的一个市镇，属于利穆区。

## 地理
拉伯佐勒（43°2'1"N, 2°6'28"E）面积6.51 平方千米，位于法国奧克西塔尼大區奥德省，该省份为法国南部沿海省份，北起塔恩省，西北接上加龙省，西接阿列日省，南至东比利牛斯省，东临地中海，东北与埃罗省接壤。
与拉伯佐勒接壤的市镇（或旧市镇、城区）包括：阿雅克、卡斯泰尔朗、库尔托利、圣伯努瓦、维勒隆格多德。

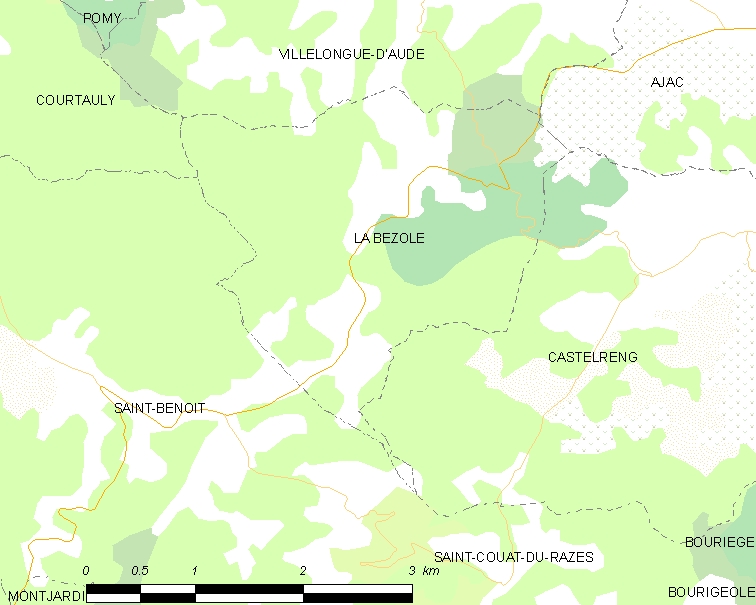
拉伯佐勒的OSM定位图

拉伯佐勒的时区为UTC+01:00、UTC+02:00（夏令时）。

## 行政
拉伯佐勒的邮政编码为11300，INSEE市镇编码为11039。

## 政治
拉伯佐勒所属的省级选区为利穆地区县。

## 人口

1962-2008年间拉伯佐勒人口变化图示

拉伯佐勒于2022年1月1日时的人口数量为47人。